# Carol-Eduard Novak
Pour les articles homonymes, voir Novak.
Carol-Eduard Novak, né le 28 juillet 1976 à Miercurea-Ciuc, est un patineur de vitesse et coureur cycliste roumain. Il a créé l'équipe Novak et est l'un des cyclistes les plus titrés de son pays depuis le milieu des années 2000. En décembre 2020, il est nommé ministre roumain des Sports.
Ancien patineur de vitesse, Carol-Eduard Novak perd un de ses pieds dans un accident de voiture en 1996. Après son amputation, il passe au cyclisme et devient cycliste professionnel. Il participe à ses premiers Jeux paralympiques en 2004, suivis de deux autres participations en 2008 et 2012. Aux Jeux paralympiques de 2008, Novak décroche la médaille d'argent au contre-la-montre individuel, remportant la toute première médaille paralympique de Roumanie. Aux Jeux de 2012, il remporte la médaille d'or dans l'épreuve de poursuite sur piste de 1 km - la toute première de l'histoire paralympique du pays - et en établissant un nouveau record du monde en route vers la finale. De plus, il remporte une médaille d'argent dans la course contre-la-montre sur route.

## Biographie

### Débuts sportifs et accident de voiture
Carol-Eduard Novak, qui vient de la minorité hongroise de Roumanie naît à Miercurea-Ciuc. Résidant dans le județ de Harghita, l'une des régions les plus froides et le centre des sports d'hiver en Roumanie, Novak commence par le patinage de vitesse, remportant des titres nationaux dans les catégories d'âge et battant un certain nombre de records chez les jeunes. Encore junior, Novak remporte le championnat national de Roumanie. En 1996, lors d'un voyage à un événement international en Italie, il subit un accident de voiture, qui entraîne l'amputation de sa jambe droite sous la cheville. La première opération effectuée à Luduș échoue en raison d'infections postopératoires et il est finalement transféré à Budapest, en Hongrie, où il est de nouveau opéré. Deux ans plus tard, après s'être remis de sa blessure, Novak commence à faire du vélo au niveau amateur.

### Carrière cycliste
Pendant des années, Carol-Eduard Novak, ancien élève de la Faculté de droit de l'université de Bucarest, travaille comme avocat, tout en pratiquant le cyclisme pendant ses heures libres. Il devient professionnel en 2001 et obtient son premier résultat majeur en 2003 en remportant le championnat d'Europe paracycliste. Il se rend aux Jeux paralympiques de 2004, où il termine quatrième de ses deux courses. La même année, avec un groupe de cyclistes, il crée une équipe qui, plus tard, avec le soutien du producteur local d'eau minérale Apemin Tusnad SA, devient la Tusnad Cycling Team, la première équipe de cyclistes de Roumanie. Avec Róbert Ráduly, maire de Miercurea-Ciuc, il est également cofondateur de Tour de Szeklerland, dont la première édition a lieu en 2008. 
L'année 2008 marque également le premier succès paralympique de Novak. Porte-drapeau de la Roumanie, il gagne une médaille d'argent dans la course sur route aux Jeux de Pékin, devenant le premier médaillé paralympique du pays. Novak ajoute également deux 4e places à son décompte des résultats. Pour sa réussite, il reçoit l'Ordre du mérite sportif du président roumain de l'époque, Traian Băsescu.
Quatre ans plus tard, il se rend aux Jeux paralympiques d'été de 2012 en tant que principal espoir de médaille de la Roumanie, tout en étant de nouveau nommé porte-drapeau. Carol-Eduard Novak participe à quatre événements à Londres. Partant du London Velopark le 31 août, il se classe septième du contre-la-montre individuel de 1 km. Le lendemain, il court dans la poursuite individuelle de 4 km et atteint la finale avec un nouveau record du monde de 4: 40.315. Novak rencontre Jiří Ježek dans la manche décisive, où bien qu'il ait un temps plus lent que dans la manche de qualification (4: 42.00), il devance son adversaire tchèque de plus de trois secondes (4: 45.232), gagnant ainsi la toute première médaille d'or paralympique pour la Roumanie.
Novak court aussi contre des cyclistes professionnels valides. En 2012, il est sacré champion de Roumanie sur route, deux mois avant les Jeux paralympiques. Novak participe également à d'autres événements nationaux. Dans le contre-la-montre individuel de 24 km, il arrive deuxième derrière Ježek, son principal adversaire déjà lors des courses sur piste. Dans la course sur route de 80 km, Novak termine huitième, avec 16 secondes de retard sur le médaillé d'or Yegor Dementyev et à 3 secondes d'un podium.
Aux Jeux paralympiques d'été de 2016, il termine cinquième de la poursuite individuelle, sixième du contre-la-montre individuel et neuvième de la course en ligne sur route. En 2018, il est le seul athlète de son pays à participer aux championnats du monde de paracyclisme sur piste. En 2019, il termine troisième du contre-la-montre individuel aux championnats du monde de paracyclisme sur route. En 2020, il décroche l'argent dans la poursuite individuelle et le bronze dans le contre-la-montre aux championnats du monde de paracyclisme sur piste.
Aux Jeux paralympiques d'été de 2020 à Tokyo, est médaillé d'argent dans la poursuite individuelle de classe C4. Il devient le "premier ministre au monde à remporter une médaille paralympique", selon la World Record Academy. 

### Fonctionnaire et entrepreneur
Carol Eduard Novak a étudié le droit et est président de la Fédération roumaine de cyclisme depuis 2013. Il fonde l'équipe Novak en 2018, et est l'un des initiateurs du Tour de Szeklerland. En 2017, il a également ouvert la Novak Cycling Academy pour les jeunes cyclistes. Il dirige une entreprise qu'il a fondée pour fabriquer des prothèses. 
En décembre 2020, il est  nommé ministre roumain des Sports dans le gouvernement Cîțu, puis celui de Ciucă.

## Palmarès
- 2005
  - 2e du championnat de Roumanie de cross-country
- 2006
  -  Médaillé de bronze du championnat des Balkans sur route
- 2007
  - 3e du championnat de Roumanie sur route
- 2008
  - Cupa Autoconstruct :
    - Classement général
    - 2e étape

  -  Médaillé d'argent de la poursuite individuelle LC2 aux Jeux paralympiques
- 2009
  - 2e du championnat de Roumanie du contre-la-montre
- 2012
  -  Médaillé d'or de la poursuite individuelle C4 aux Jeux paralympiques
  -  Champion de Roumanie sur route
  -  Médaillé d'argent de la poursuite par équipes C4 aux Jeux paralympiques
- 2013
  - 2e du championnat de Roumanie du contre-la-montre
- 2017
  - 3e du championnat de Roumanie du contre-la-montre
- 2018
  -  Champion de Roumanie de vitesse par équipes (avec Norbert Szabó et Lorant Balazsi)
  - 3e du championnat de Roumanie du contre-la-montre
- 2019
  - 2e du championnat de Roumanie de vitesse par équipes
  - 3e du championnat de Roumanie de l'omnium